# Reserva territorial Madre de Dios
La Reserva Territorial Madre de Dios es un área de protección con la finalidad de salvaguardar los derechos, hábitat y costumbres de pueblos indígenas en Perú. Abarca territorio de los distritos de Iñapari, las Piedras, en la provincia de Tahuamanu, distrito de Laberinto, en la provincia de Tambopata; distrito de Madre de Dios, en la provincia de Manu y los distritos de Tambopata y Fitzcarrald, en la provincia de Manu, en el departamento de Madre de Dios. El área protege a los pueblos indígenas mashco piro, yora y otro grupo no identificado.
La cuenca del río Madre de Dios, especialmente sus tierras bajas, ha sido mayormente ignorada por los arqueólogos. Esto se explica en parte por la falta de evidencia de restos de cultura material conservados en los bosques húmedos, pero también por el sesgo en esa profesión que prioriza las culturas o civilizaciones “altas”, sin valorar debidamente las culturas con organización social igualitaria que no muestra indicios de mayor estratificación social en estructuras de estados o imperios, con la tiranía que implican dichas estructuras.